# Niszczyciele typu G 148
Niszczyciele typu G 148 – niemiecki typ niszczycieli z okresu I wojny światowej. Okręty miały być wyposażone w trzy kotły parowe opalane ropą, z zapasem paliwa 332 tony, i uzbrojone identycznie jak niszczyciele typu  G 96.
Budowano cztery okręty tego typu: G 148, G 148,G 148 i Ww 151. W momencie zakończenia wojny, trzy pierwsze były we wczesnym etapie konstrukcji, ostatni, budowany w Stoczni Cesarskiej w Wilhelmshaven (stąd inne oznaczenie) był niemal gotowy do wodowania. Wszystkie okręty rozebrano na pochylniach.